# Mizukuguri Cove
Die Mizukuguri Cove (von japanisch 水くぐり浦 Mizukuguri-ura, deutsch ‚Tauchbucht‘) ist eine kleine Bucht an der Prinz-Harald-Küste des ostantarktischen Königin-Maud-Lands. Sie liegt 800 m westlich des Mount Chōtō am Westufer der Langhovde auf der Ostseite der Lützow-Holm-Bucht.
Japanische Wissenschaftler tauchten hier 1968, was der Bucht 1972 ihren Namen gab. Das Advisory Committee on Antarctic Names übertrug die japanische Benennung im Jahr 1975 in einer Teilübersetzung ins Englische.